# 구로이시 진야
구로이시 진야(일본어: 黒石陣屋)는 지금의 일본 아오모리현 구로이시시에 있었던 구로이시번의 진야이다. 우성(烏城)이라는 별칭이 있다.
1656년, 하타모토인 쓰가루 노부후사에 의해 세워졌다. 구로이시 쓰가루 가문의 본거지였으며, 1809년 1만 석의 영지를 받고 다이묘의 반열에 올라 구로이시번이 생성되면서 번청(藩廳)이 되었다.
남측에는 아세이시 강이 흐르고, 진야와는 우와제키를 사이에 두고 있어, 지형적으로도 천연의 요새이다. 오테몬 근처에는 마을 관리소와 고루(鼓樓)가 있었다. 또 중문, 무상문(無常門), 금령 게시판 등이 북쪽에 있었다. 서쪽에는 승마연습소가, 남동쪽에는 쓰가루 노부후사의 영묘가 있으며, 남쪽에는 에조다테(蝦夷館)가 있었다. 진야 내부로 들어가려면 오테 문이나 서문을 통과해야만 한다. 동쪽에는 물이 없는 해자가 있었는데 메이지 시대 초기에 메워졌다. 그 외에 번주 저택과 부엌, 창고 등이 내부에 배치되어 있었다.
진야 터에는 현재 시민문화회관과 중앙 스포츠관이 들어서 있고, 승마연습소 자리는 구로이시 공원으로 꾸며졌다. 구로이시 공원은 나중에 미유키 공원으로 명칭이 바뀌었다.

## 같이 보기
- 구로이시번